# Gran Premio Miguel Induráin
Der Gran Premio Miguel Induráin (kurz GP Miguel Induráin, dt. Großer Preis Miguel Induráin) ist ein spanisches Straßenradrennen.
Das Eintagesrennen wird seit 1951 jährlich Anfang April in der autonomen Region Navarra ausgetragen. Allerdings trägt das Rennen erst seit 1999 den Namen Gran Premio Miguel Induráin, benannt nach dem fünffachen Tour-de-France-Sieger Miguel Induráin, welcher aus dem Navarra stammt. Zuvor hieß das Rennen Trofeo Comunidad Foral de Navarra, Estella-Gran Premio Navarra bzw. Campeonato Vasco Navarro de Montaña und konnte von seinem späteren Namensgeber 1987 gewonnen werden. Die einzigen Deutschen, die das Rennen bisher gewinnen konnten, sind Matthias Kessler und Fabian Wegmann. Der Gran Premio Miguel Induráin war von 2005 an zunächst Teil der UCI Europe Tour, eingestuft in der Kategorie 1.HC. Seit 2020 gehört das Radrennen zur neu geschaffenen UCI ProSeries in der Kategorie 1.Pro.

## Palmarès

### Campeonato Vasco-Navarro de Montaña
| Jahr                                | Sieger                 | Zweiter                      | Dritter               |
| ----------------------------------- | ---------------------- | ---------------------------- | --------------------- |
| Campeonato Vasco-Navarro de Montaña |                        |                              |                       |
| 1951                                | Hortensio Vidaurreta   |                              |                       |
| 1952                                | Hortensio Vidaurreta   | Julián Aguirrezabal          | Manuel Aizpuru        |
| 1953                                | Hortensio Vidaurreta   | Gabriel Company              | Salvador Botella      |
| 1954                                | Miguel Vidaurreta      | Cosme Barrutia Iturriagoitia | Jesús Moriones        |
| 1955                                | Jesús Galdeano         | Andrés Trobat                | José Escolano Sánchez |
| 1956                                | Antonio Ferraz         | Vicente Iturat               | Hortensio Vidaurreta  |
| 1957                                | Miguel Chacón Diez     | Carmelo Morales              | Vicente Iturat        |
| 1958                                | Bernardo Ruiz          | Gabriel Company              | Aniceto Utset         |
| Campeonato de España de Montaña     |                        |                              |                       |
| 1959                                | Miguel Pacheco         | Antonio Karmany              | Antonio Bertrán       |
| Campeonato Vasco-Navarro de Montaña |                        |                              |                       |
| 1960                                | Antonio Jiménez Quiles | Ángel Rodríguez López        | Benigno Azpuru        |
| 1961                                | José Pérez Francés     | Antonio Gómez del Moral      | Angelino Soler        |
| 1962                                | Juan Antonio Belmonte  | José Martín Colmenarejo      | Antonio Bertrán       |
| 1963                                | José Pérez Francés     | Antón Barrutia               | Carlos Echevarría     |
| 1964                                | Francisco Gabica       | Eusebio Vélez                | José Pérez Francés    |
| 1965                                | Eusebio Vélez          | Valentín Uriona              | Francisco López       |
| 1966                                | Carlos Echevarría      | Valentín Uriona              | Manuel Martín Piñera  |

### Campeonato de España de Montaña-Gran Premio Miguel Induráin
| Jahr                                  | Sieger                         | Zweiter                        | Dritter                      |
| ------------------------------------- | ------------------------------ | ------------------------------ | ---------------------------- |
| Campeonato de España de Montaña       |                                |                                |                              |
| 1967                                  | Antonio Gómez del Moral        | Ginés García Perán             | José Pérez Francés           |
| Gran Premio Navarra                   |                                |                                |                              |
| 1968                                  | José Manuel López Rodríguez    | Luis Ocaña                     | Andrés Gandarias Albizu      |
| 1969                                  | Gregorio San Miguel            | José Antonio González Linares  | Nemesio Jiménez              |
| 1970                                  | Antonio Gómez del Moral        | Carlos Echevarría              | Luis Zubero                  |
| Campeonato de España de Montaña       |                                |                                |                              |
| 1971                                  | Miguel María Lasa              | Txomin Perurena                | Pedro Torres                 |
| Gran Premio Navarra                   |                                |                                |                              |
| 1972                                  | Vicente López Carril           | Miguel María Lasa              | José Luis Abilleira          |
| 1973                                  | Txomin Perurena                | José Luis Abilleira            | Pedro Torres                 |
| 1974                                  | Miguel María Lasa              | Txomin Perurena                | Antonio Martos Aguilar       |
| 1975                                  | Agustín Tamames                | Jose Luis Viejo                | Txomin Perurena              |
| 1976                                  | José Nazabal                   | Andrés Oliva                   | Manuel Esparza               |
| 1977                                  | Vicente López Carril           | José Enrique Cima              | Francisco Elorriaga          |
| 1978                                  | Miguel María Lasa              | Francisco Elorriaga            | José Enrique Cima            |
| 1979                                  | Juan Fernández Martín          | Miguel María Lasa              | Faustino Rupérez             |
| 1980                                  | Juan Fernández Martín          | Eulalio García                 | Miguel María Lasa            |
| 1981                                  | Eulalio García                 | Miguel María Lasa              | Vicente Belda                |
| 1982                                  | Pedro Muñoz                    | Juan Fernández Martín          | Marino Lejarreta             |
| 1983                                  | Juan Fernández Martín          | José Luis Laguía               | Julián Gorospe               |
| 1984 nicht ausgetragen                |                                |                                |                              |
| 1985                                  | Celestino Prieto               | Federico Echave                | Álvaro Pino                  |
| 1986 nicht ausgetragen                |                                |                                |                              |
| 1987                                  | Miguel Indurain                | Iñaki Gastón                   | Federico Echave              |
| 1988                                  | Pedro Delgado                  | Ángel Camarillo                | Marino Lejarreta             |
| Trofeo Comunidad Foral de Navarra     |                                |                                |                              |
| 1989                                  | Mariano Sánchez Martínez       | Federico Echave                | Casimiro Moreda García Tizón |
| 1990                                  | Pedro Delgado                  | Federico Echave                | Marino Lejarreta             |
| 1991                                  | Roland Le Clerc                | Peter Hilse                    | Wiktor Klimow                |
| 1992                                  | Julián Gorospe                 | Jean-François Bernard          | Wiktor Klimow                |
| 1993                                  | Johnny Weltz                   | Neil Stephens                  | José Ramón Uriarte           |
| 1994                                  | Marino Alonso                  | Abraham Olano                  | José Ramón Uriarte           |
| 1995                                  | Félix García Casas             | Miguel Ángel Peña              | Juan Carlos Vicario Barberá  |
| 1996                                  | Alex Zülle                     | Laurent Jalabert               | David García Markina         |
| 1997                                  | Mikel Zarrabeitia              | Bingen Fernández               | David Etxebarria             |
| 1998                                  | Francisco Mancebo              | Stefano Garzelli               | Davide Rebellin              |
| Gran Premio Miguel Induráin           |                                |                                |                              |
| 1999                                  | Stefano Garzelli               | David Etxebarria               | Davide Rebellin              |
| 2000                                  | Miguel Ángel Martín Perdiguero | Laurent Jalabert               | Ángel Vicioso                |
| 2001                                  | Ángel Vicioso                  | David Etxebarria               | Paolo Lanfranchi             |
| 2002                                  | Ángel Vicioso                  | Marcos Serrano                 | Mario Aerts                  |
| 2003                                  | Matthias Kessler               | Ángel Vicioso                  | David Etxebarria             |
| 2004                                  | Matthias Kessler               | Miguel Ángel Martín Perdiguero | Daniele Righi                |
| 2005                                  | Javier Pascual                 | Alejandro Valverde             | Ángel Vicioso                |
| 2006                                  | Fabian Wegmann                 | Andrea Moletta                 | Andrij Hrywko                |
| 2007                                  | Rinaldo Nocentini              | Joaquim Rodríguez              | Alejandro Valverde           |
| 2008                                  | Fabian Wegmann                 | Michael Albasini               | Joaquim Rodríguez            |
| 2009                                  | David de la Fuente             | Alexander Kolobnew             | Fabian Wegmann               |
| 2010                                  | Joaquim Rodríguez              | Michel Kreder                  | Alexander Kolobnew           |
| 2011                                  | Samuel Sánchez                 | Alexander Kolobnew             | Fabian Wegmann               |
| 2012                                  | Daniel Moreno                  | Mikel Landa                    | Ángel Madrazo                |
| 2013                                  | Simon Špilak                   | Igor Antón                     | Peter Stetina                |
| 2014                                  | Alejandro Valverde             | Tom-Jelte Slagter              | Sergei Tschernezki           |
| 2015                                  | Ángel Vicioso                  | Ion Izagirre                   | Beñat Intxausti              |
| 2016                                  | Ion Izagirre                   | Sergio Henao                   | Moreno Moser                 |
| 2017                                  | Simon Yates                    | Michael Woods                  | Sergio Henao                 |
| 2018                                  | Alejandro Valverde             | Carlos Verona                  | Nick Schultz                 |
| 2019                                  | Jonathan Hivert                | Luis León Sánchez              | Sergio Higuita               |
| 2020 wegen COVID-19-Pandemie abgesagt |                                |                                |                              |
| 2021                                  | Alejandro Valverde             | Alexei Luzenko                 | Luis León Sánchez            |
| 2022                                  | Warren Barguil                 | Alexander Wlassow              | Simon Clarke                 |
| 2023                                  | Ion Izagirre                   | Sergio Higuita                 | Mattias Skjelmose            |
| 2024                                  | Brandon McNulty                | Maxim Van Gils                 | Oscar Onley                  |
| 2025                                  |                                |                                |                              |